# Usine à diplômes
Une usine à diplômes (en anglais diploma mill ou degree mill, littéralement « moulin à diplôme ») est une organisation prétendant être une institution d’enseignement supérieur et vendant ses diplômes,. Ces organisations se distinguent de la simple entreprise de contrefaçon (où les diplômes d'universités reconnues sont reproduits avec les données personnelles de l'acheteur): dans une usine à diplôme, l'institution existe réellement et produit des diplômes sous son nom.
En 2015, une liste de 370 usines à diplômes anglophones est publiée par le New York Times.   
Certaines usines sont démasquées quand elles délivrent des diplômes à des animaux.  